# Arista (Automarke)
Arista war eine französische Automarke.

## Unternehmensgeschichte
P. Arista-Ruffier gründete 1912 das Unternehmen Établissements Ruffier in Paris und begann mit der Produktion von Automobilen. 1915 endete die Produktion.

## Fahrzeuge
Ein Modell war ein Kleinwagen. Für den Antrieb sorgte ein Einzylindermotor mit 720 cm³ Hubraum und 6 PS Leistung. Außerdem gab es sechs verschiedene Vierzylindermodelle mit Motorleistungen zwischen 8 PS und 12 PS. Eine andere Quelle nennt drei Vierzylindermodelle mit wahlweise 1460 cm³, 1726 cm³ oder 1847 cm³ Hubraum.